# Ruby Sparks
Ruby Sparks is een Amerikaanse romantische film uit 2012. De film werd geregisseerd door Jonathan Dayton en Valerie Faris op basis van een script door Zoe Kazan. Kazan en Paul Dano namen de hoofdrol voor hun rekening.

## Verhaal
Schrijver Calvin Weir-Fields (Paul Dano) is een schrijver die na een succesvolle roman problemen heeft een opvolger te schrijven. Als hij op aanraden van zijn therapeut over een jonge vrouw schrijft, komt zijn droomvrouw Ruby Sparks (Zoe Kazan) ineens tot leven. Calvin denkt eerst dat hij gek wordt, maar het blijkt dat ook anderen zijn nieuwe vriendin kunnen zien. Aanvankelijk is Calvin dolgelukkig met Ruby. Maar na een tijdje beginnen de kleine ergernissen. Calvin en Ruby krijgen ruzie en Ruby wil een tijdje bij hem weg. Calvin pikt dat niet en besluit zijn manuscript te herschrijven, waarmee hij het gedrag van Ruby naar zijn wens kan beïnvloeden. Dit loopt echter niet als verwacht. Want elke verandering heeft ook zo zijn onverwachte gevolgen. Vele herschrijvingen verder besluit hij Ruby met pijn in zijn hart haar vrijheid te schenken, en schrijft hij haar uit zijn leven. 
In de allerlaatste scène loopt Calvin Ruby een jaar later opnieuw tegen het lijf. Ze is weer net zo leuk en onbevangen als toen hij haar de eerste keer ontmoette. Ze heeft geen enkele herinnering aan hem. Misschien krijgt Calvin een tweede kans?

## Rolverdeling
| Acteur           | Personage                              | Opmerkingen              |
| ---------------- | -------------------------------------- | ------------------------ |
| Paul Dano        | Calvin Weir-Fields                     |                          |
| Zoe Kazan        | Ruby Sparks                            | schreef ook het scenario |
| Annette Bening   | Gertrude, Calvins moeder               |                          |
| Antonio Banderas | Mort, de vriend van Calvins moeder     |                          |
| Steve Coogan     | Langdon Tharp, een bevriende schrijver |                          |
| Elliott Gould    | Dr. Rosenthal, Calvins therapeut       |                          |
| Chris Messina    | Calvins broer Harry                    |                          |
| Deborah Ann Woll | Lila, Calvins ex-vriendin              |                          |
| Alia Shawkat     | Mabel, een fan van Calvin              |                          |

## Ontvangst
De film werd door critici algemeen goed ontvangen.

## Muziek
De soundtrack werd geschreven door Nick Urata van de Amerikaanse folkband DeVotchKa.